# Liste der Kulturdenkmäler in Macken
In der Liste der Kulturdenkmäler in Macken sind alle Kulturdenkmäler der rheinland-pfälzischen Ortsgemeinde Macken aufgeführt. Grundlage ist die Denkmalliste des Landes Rheinland-Pfalz (Stand: 27. Oktober 2023).

## Einzeldenkmäler
| Bezeichnung                   | Lage                               | Baujahr                   | Beschreibung                                                                                            | Bild            |
| ----------------------------- | ---------------------------------- | ------------------------- | --- | --------------- |
| Katholische Kirche St. Kastor | Hauptstraße Lage                   | 1927                      | neubarocker Saalbau, separater Westturm, 1927, Architekt Josef Moritz, Müden                            | Fotos hochladen |
| Kriegerdenkmal                | Hauptstraße, bei der Kirche Lage   | um 1920                   | Kriegerdenkmal, reliefierter Pylon                                                                      | BW              |
| Wegekapelle                   | Hauptstraße Lage                   | 19. Jahrhundert           | Wegekapelle, wohl aus dem 19. Jahrhundert                                                               | BW              |
| Quereinhaus                   | Hauptstraße 32 Lage                | frühes 19. Jahrhundert    | Fachwerk-Quereinhaus, teilweise massiv und verputzt, Krüppelwalmdach, frühes 19. Jahrhundert            | BW              |
| Pfarrhaus                     | Hauptstraße 65 Lage                | 1848                      | ehemaliges Pfarrhaus, jetzt Wohnhaus; Bruchsteinbau, Walmdach, bezeichnet 1848                          | Fotos hochladen |
| Wohnhaus                      | Hauptstraße 71 Lage                | 18. Jahrhundert           | Wohnhaus eines Gehöfts, Fachwerkbau, teilweise massiv und verkleidete, Krüppelwalmdach, 18. Jahrhundert | BW              |
| Wohnhaus                      | Hauptstraße 97 Lage                | 18. Jahrhundert           | Fachwerkhaus, teilweise massiv, 18. Jahrhundert                                                         | BW              |
| Brigitta-Kapelle              | Hauptstraße, bei Nr. 103 Lage      | 1910                      | Bruchsteinbau, 1910                                                                                     | Fotos hochladen |
| Friedhofskreuz                | Hauptstraße, auf dem Friedhof Lage | 19. oder 20. Jahrhundert  | Friedhofskreuz, 19. oder 20. Jahrhundert                                                                | BW              |
| Wohnhaus                      | Im Gässchen 5 Lage                 | 19. Jahrhundert           | Fachwerkhaus, teilweise massiv, 19. Jahrhundert, Stall-/Scheunentrakt; Gesamtanlage                     | BW              |
| Franzenmühle                  | östlich des Ortes Lage             | 19. Jahrhundert           | Fachwerkhaus, teilweise massiv, Bruchsteinscheune, wohl aus dem 19. Jahrhundert; Gesamtanlage           | BW              |
| Wegekreuz                     | östlich des Ortes Lage             | Ende des 19. Jahrhunderts | Wegekreuz; Gusseisen, wohl aus der Rheinböllener Hütte, Ende des 19. Jahrhunderts                       | BW              |

## Ehemalige Kulturdenkmäler
| Bezeichnung | Lage                | Baujahr         | Beschreibung                                                                          | Bild |
| ----------- | ------------------- | --------------- | ------------------------------------------------------------------------------------- | ---- |
| Quereinhaus | Hauptstraße 17 Lage | 19. Jahrhundert | Fachwerk-Quereinhaus, teilweise massiv und verschiefert, 19. Jahrhundert; abgebrochen | BW   |